# Сунчани папагај
Сунчани папагај (лат. Aratinga solstitialis) папагај је из породице Psittacidae. Има јак, масиван кљун, голи (неоперјани) прстен око очију и јако, здепасто тело. Глава је прилагођена трупу, чело јако изражено, а широке груди иду лепо заобљене преко трбуха до репа. Реп је степенаст, а завршава се клинасто са два репа оштрог врха. Сунчани папагај има могућност опонашања говора. 
И поред великог броја врста аратринги, сунчана аратинга, по колоритнисти и изражености боја, спада међу најлепше, али и нажалост, најтеже доступне папагаје што је последица јако тешког добијања младих у заточеништву, па је и број одгајивача ова врсте папагаја јако мали.

## Опис
Сунчани папагаји живе на простору Венецуеле, Бразила и Гвајане. Достижу величину од 30-35 cm, што их сврстава у папагаје средње величине. Бочне стране главе и трбиха су наранџасто-црвени; предео грла, браде и леђа су интензивно жути. Мала летна пера су зелена, а на крајевима жута. Средња летна пера су плава, оивичена зеленкастом, а велика летна пера су зелена оивичена тамноплавом бојом, као и сам врх пера. Реп је са горње стране зелен, а крај му је тамноплав. Доња страна репа је жућкасте и црне боје. Пера на бутинама су златно жута. Перје испод крила је такође јако жуто, ка врху беличасто, а крајња пера су тмније циметне боје. Имају широк бео очни прстен који је неоперјан. Кљун је црн са црвенкастом примесом, ноге су смеђе, а нокти црни. Женка се од мужјака разликује по ужем очном прстену и више заступљене зелене боје у перју. Очи су сивкастосмеђе.

## Размножавање
Паре се једанпут годишње, после чега женка у дупљи полаже 3-5 белих јаја величине 22x28 mm, и лежи на њима и до 30 дана. По излегању млади остају у гнезду још око осам недееља, а по напуштању гнезда проводе уз родитеље још око 45 дана. У том периоду њихове боје су поприлично неодређене и разливене, а потпун изглед добијају после две године када и постају полно зрели.
У заточеништву се хране семеном сунцокрета, проса, овса, гланц семена, сирка шећерца, америчког сирка, конопље, непеченог кикирикија у љусци и бар-проса у класу.